# Tour de Lombardie 1954
Le Tour de Lombardie 1954 est la 48e édition de cette course cycliste. Elle est remportée au sprint par Fausto Coppi, à Milan. À 35 ans, Coppi s'impose pour la cinquième et dernière fois sur cette course.

## Déroulement de la course
Un groupe composé de Gismondi, Robic, Chiarlone, Buratti, Serena, se porte en tête de course dans l'ascension du col de Ghisallo. Ils sont rejoints par Aldo Moser, tandis que Gismondi et Robic sont lâchés. Dans la deuxième partie de la montée, Fausto Coppi rattrape ce groupe. Au passage du col, Chiarlone est premier devant Moser et Coppi. Ce dernier s'échappe seul dans la descente. Coppi est rejoint à 25 kilomètres de l'arrivée par Moser et Chiarlone, puis par sept autres coureurs, emmenés par Fiorenzo Magni. Au vélodrome Vigorelli de Milan, Coppi s'impose au sprint devant ce dernier et Mino De Rossi.

## Classement final
| Pos. | Coureur           | Pays   | Équipe          | Temps              |
| ---- | ----------------- | ------ | --------------- | ------------------ |
| 1    | Fausto Coppi      | Italie | Bianchi-Pirelli | en 5 h 51 min 33 s |
| 2    | Fiorenzo Magni    | Italie | Nivea-Fuchs     | même temps         |
| 3    | Mino De Rossi     | Italie | Touring-Pirelli | m.t.               |
| 4    | Bruno Landi       | Italie | Fiorelli        | m.t.               |
| 5    | Agostino Coletto  | Italie | Nivea-Fuchs     | m.t.               |
| 6    | Giorgio Albani    | Italie | Legnano         | m.t.               |
| 7    | Aldo Moser        | Italie | Torpado         | m.t.               |
| 8    | Walter Serena     | Italie | Bottecchia      | m.t.               |
| 9    | Primo Volpi       | Italie | Arbos           | m.t.               |
| 10   | Valerio Chiarlone | Italie |                 | m.t.               |